# كأس سلوفينيا 1996–97
كأس سلوفينيا 1996–97 هو موسم من كأس سلوفينيا. كان عدد الأندية المشاركة فيه 32، وفاز فيه نادي ماريبور.